# Восточный сельсовет (Октябрьский район)
Восто́чный сельсове́т — сельское поселение в Октябрьском районе Амурской области.
Административный центр — посёлок Восточный.

## История
Восточный сельсовет выделен из Екатеринославского сельсовета решением райисполкома от 16.03.1964 № 106 и решением Облисполкома от 15.07.1964 № 411. 
17 марта 2005 года в соответствии с Законом Амурской области № 457-ОЗ муниципальное образование наделено статусом сельского поселения.

## Население
| 2002  | 2010  | 2011  | 2012  | 2013  | 2014  | 2015  |
| ----- | ----- | ----- | ----- | ----- | ----- | ----- |
| 1729  | ↘1526 | ↘1517 | ↗1520 | ↘1483 | ↘1432 | ↘1425 |
| 2016  | 2017  | 2018  |       |       |       |       |
| ↘1424 | ↘1393 | ↘1378 |       |       |       |       |

## Состав сельского поселения
| № | Населённый пункт | Тип населённого пункта          | Население |
| - | ---------------- | ------------------------------- | --------- |
| 1 | Восточный        | посёлок, административный центр | ↗1430     |
| 2 | Прибрежный       | посёлок                         | ↘89       |